# 耿始然
耿始然（？—1644年），號壽椿，山西平阳府猗氏縣人，明末清初政治人物。同進士出身。

## 生平
萬曆四十六年（1618年）戊午科山西鄉試第二名舉人，崇禎七年（1634年），登甲戌科會試第二百二十五名，廷試三甲第七十三名進士，吏部觀政，本年八月授直隶永平府推官，十年行取，十一年欽選兵科給事中，十三年革职为民。甲申之变投降李自成，李自成退出京师入关中，授任刑政府尚書，在兵政尚書张第元被杀後，以刑政之事触怒李自成，惶恐之下，夫妇皆自缢而死。

## 家族
曾祖耿尚质。祖父耿邦夫，敕封合水知縣。父耿名世，庠生。